# Дёниц (Альтмарк)
Дёниц (нем. Dönitz) — община в Германии, в земле Саксония-Анхальт.
Входит в состав района Зальцведель. Подчиняется управлению Клётце. Население составляет 138 человек (на 31 декабря 2006 года). Занимает площадь 7,00 км².